# Elaine di Astolat

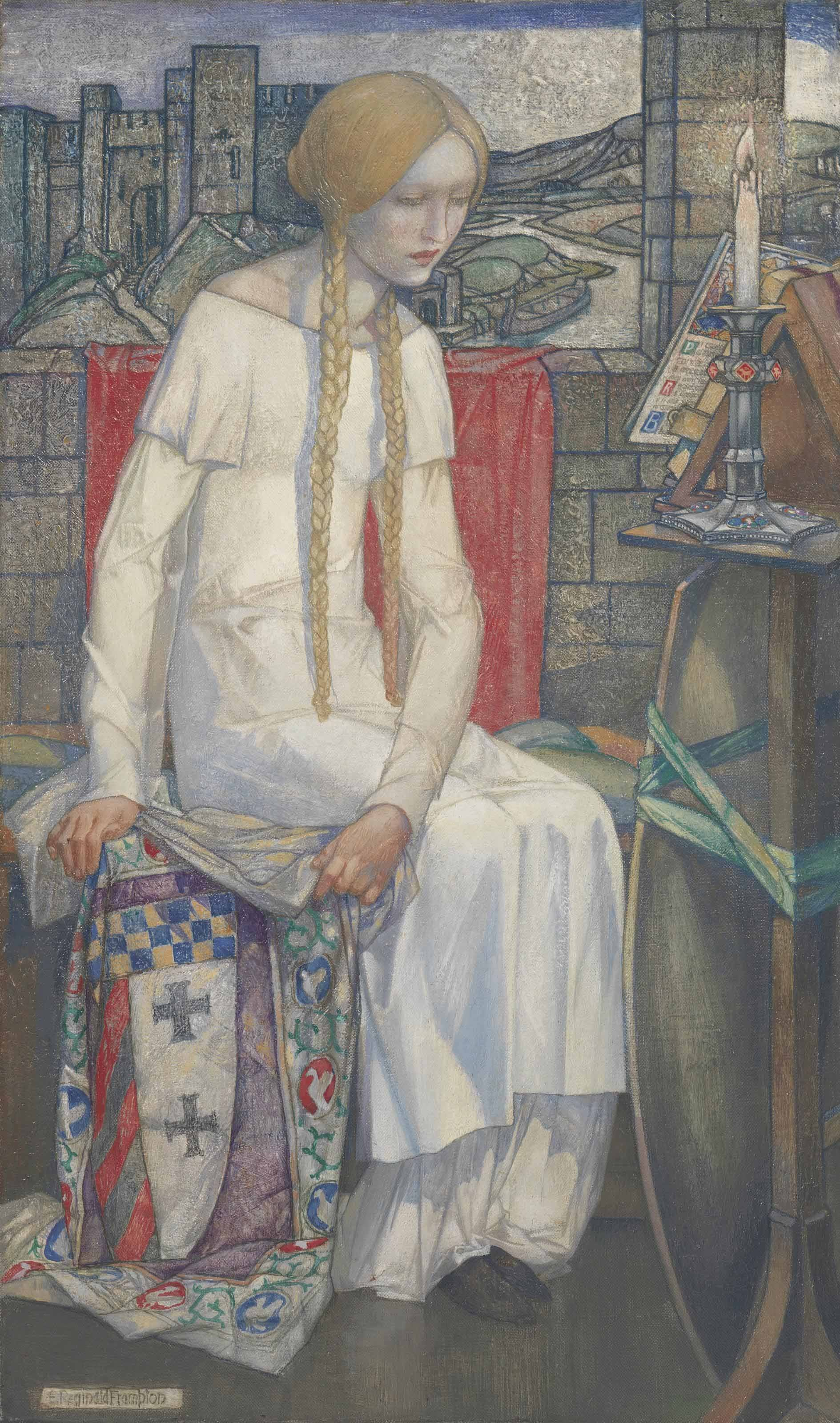
Elaine, the Lady of Shallott, di Edward Reginald Frampton (1920)

Elaine di Astolat (chiamata anche Elaine la Bianca o Elaine la Bella) è un personaggio del ciclo arturiano. Figlia di Bernard di Astolat, si innamorò perdutamente di Sir Lancillotto del Lago e morì di crepacuore, perché lui non la ricambiava. La sua storia costituisce la base di La Dama di Shalott, un celebre poemetto romantico composto dal poeta inglese Alfred Tennyson nel 1833 (una seconda versione è del 1842). Astolat è una città britannica immaginaria, che altre fonti chiamano Ascolat, Escalot o, da Tennyson, Shalott.
Una prima versione della storia appare nel ciclo del Lancillotto in prosa (XIII secolo). Esiste anche una novella italiana del XIII sec. su di lei, intitolata La Damigella di Scalot (n. LXXXII della collezione Novellino, pubblicato due secoli dopo con il titolo di Cento Novelle Antiche), che costituì la base per l'opera di Tennyson.
In Le Morte d'Arthur (XV sec.) di Thomas Malory, la tragica vicenda di Elaine ha inizio quando suo padre, il nobile Bernard di Astolat, organizza un torneo, al quale invita re Artù e i suoi cavalieri. Sir Lancillotto fa dapprima sapere di non voler partecipare, ma poi cambia idea e si reca alla dimora di Bernard, ove Elaine lo vede e se ne innamora a prima vista. La giovane lo convince a disputare il torneo portando con sé il suo fazzoletto, ma lui, temendo di essere riconosciuto dagli altri cavalieri della Tavola Rotonda (era il campione della regina Ginevra e combattere con un pegno di un'altra dama sarebbe stato visto come sleale) combatte senza rivelare il suo nome e indossando lo scudo bianco di Sir Torre, fratello di Elaine, anziché il proprio. Lancillotto combatte e vince il torneo, ma rimane ferito, sicché Elaine lo fa portare nelle sue camere per curarlo. Ripresosi, il cavaliere si offre di pagare la dama per i suoi servizi, cosa che lei accoglie come un insulto. Resosi conto dell'amore che Elaine nutre per lui, Lancillotto lascia la dimora per non tornare più. Dieci giorni più tardi, Elaine muore di crepacuore. Per sua stessa volontà, la salma viene deposta in una piccola barca con un giglio in una mano e l'ultima lettera da lei scritta nell'altra; la barca scende il fiume Tamigi, fino ad arrivare a Camelot, ove viene scoperta dalla corte di re Artù. Lancillotto, saputo l'accaduto, si offre di pagare per un ricco funerale per la giovane dama.
Elaine di Astolat viene talvolta confusa con altri personaggi del ciclo arturiano che portano il suo stesso nome, ad esempio, Elaine di Garlot (una sorellastra di re Artù), Elaine di Corbenic (la madre di Sir Galahad) ed Elaine di Benwick (la madre di Lancillotto).